# Swiggy
Swiggy — крупнейший в Индии онлайн-сервис по доставке еды на дом. Базируется в городе Бангалор и работает в более, чем 100 индийских городах. В 2019 году сервис открыл сеть магазинов Swiggy Stores. В сентябре 2019 года Swiggy запустил сервис мгновенной доставки Swiggy Go. Сервис используется для доставки различных вещей, в том числе с его помощью проводится доставка документов, белья из прачечных, посылок для деловых и розничных клиентов. Управляющая компания — Bundl Technologies Private Limited.

## История
В 2013 году Нандан Редди и Сихарша Медиэли разработали веб-сайт Bundl, который был связан с электронной коммерцией и предназначался для улучшения курьерской службы в Индии. Впоследствии Bundl был переформатирован под сервис доставки еды. В то время сектор доставки продуктов питания испытывал определенный кризис, на рынке только начинали свою работу такие стартапы как FoodPanda (приобретенный Cabs OLA), Tinylover и кафе OLA (позже были закрыты). В 2014 году был создан холдинг Bundl Technologies, в состав которого вошли Midenta, Reddy, Myntra. Компания выстроила свою выделенную сеть доставки и начала быстрый рост.
В мае 2020 года Swiggy уволила 1100 сотрудников в связи с распространением COVID-19.
В августе 2020 года компания запустила платформу доставки продуктов Instamart.
В 2021 году компания объявила, что она выделила финансирование для вакцинации от COVID-19 своих сотрудников. В марте 2021 года компания организовала Health Hub в городе Ченнаи.

## Инвестиции
В 2015 году компания начала привлечение внешних инвестиций. Первые инвестиции в размере 2 миллиона долларов были привлечены от партнеров ACCEL и SAIF наряду с дополнительными инвестициями от Norwest Venture. В следующем году Swiggy привлекла 15 миллионов долларов от новых и существующих инвесторов, включая Bessemer Venture и Partners Harmony. 
В 2017 году Nappers инвестировал 80 миллионов долларов в Swiggy. Затем Swiggy получила 100 миллионов долларов от китайских инвесторов в 2018 году, общий размер инвестиций в компанию превысил 1 миллиард долларов.
В феврале 2019 года Swiggy приобрела Bengaluru Ai Startup Kint.io.
В апреле 2020 года Swiggy привлекла около 43 миллионов долларов финансирования, общая стоимость компании превысила 3,6 млрд долларов. 
Swiggy приобрела стартап 8East. Затем она приобрела логистическую компанию Scootsy из города Мумбай.
Компания привлекла инвестиции в размере 800 миллионов долларов США от Falcon Edge Capital, Goldman Sachs, Hands Capital, Capital Amansa Capital и Carmignac, а также от Pssus Comprues и Accel Suggy Suggy — в размере 4,9 млрд долларов.